# Saint-Pourçain-sur-Sioule
Saint-Pourçain-sur-Sioule är en kommun i departementet Allier i regionen Auvergne-Rhône-Alpes i de centrala delarna av Frankrike. Kommunen ligger  i kantonen Saint-Pourçain-sur-Sioule som ligger i arrondissementet Moulins. År 2022 hade Saint-Pourçain-sur-Sioule 4 894 invånare.

## Befolkningsutveckling
Antalet invånare i kommunen Saint-Pourçain-sur-Sioule
Referens: INSEE